# 프리모레고르스키코타르주

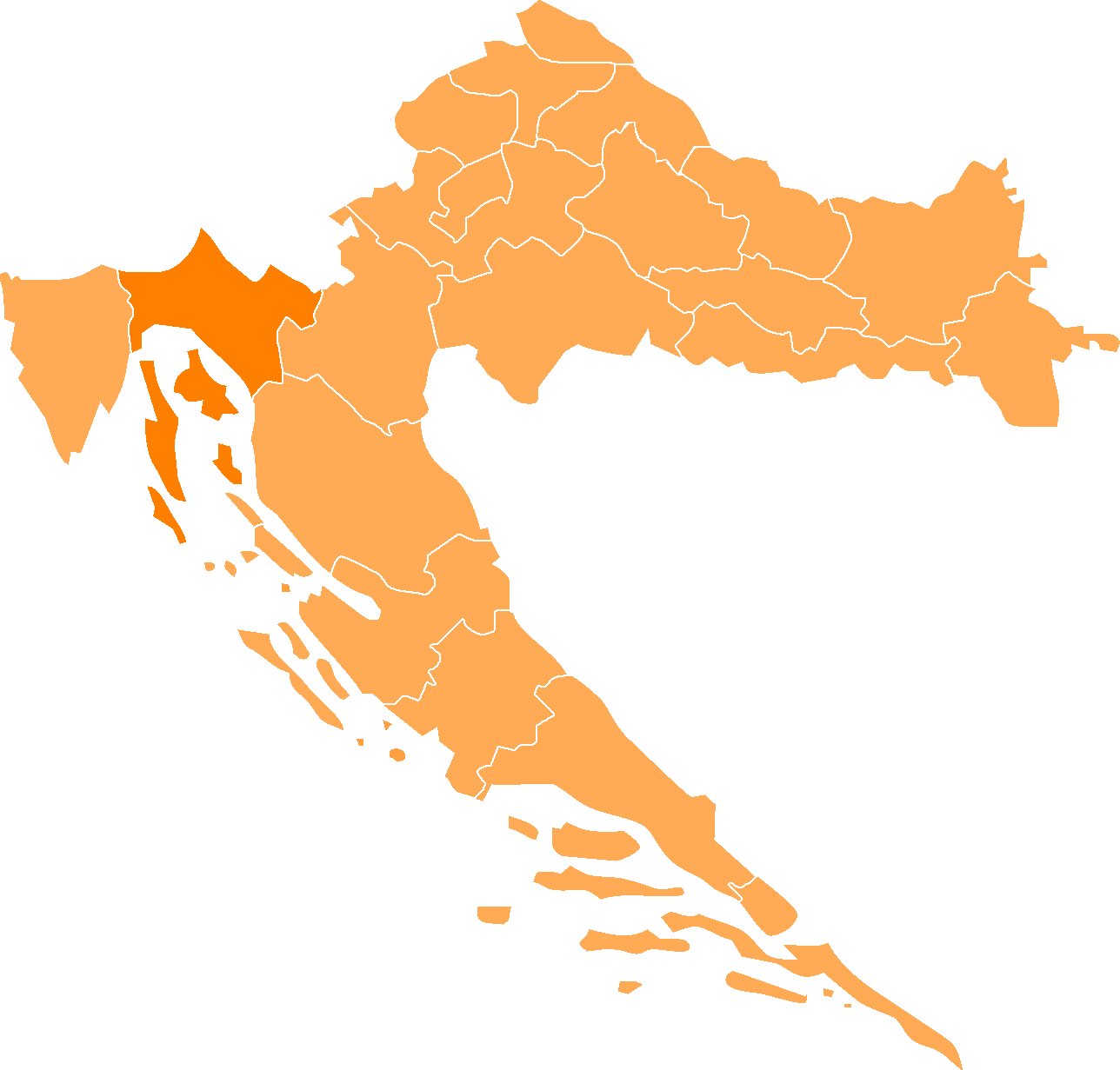
프리모레고르스키코타르주의 위치

프리모레고르스키코타르주(크로아티아어: Primorsko-goranska županija)는 크로아티아 북서부에 위치한 주로 주도는 리예카이며 면적은 3,582km2, 인구는 305,505명(2001년 기준), 인구 밀도는 85.3명/km2이다. 주 이름은 크로아티아어로 "연안"(沿岸)을 뜻하는 단어인 "프리모레"(Primorje, 크로아티아 북부 연안과 접해 있는데서 유래된 이름)와 "산악 구역"(山岳 區域)을 뜻하는 단어인 "고르스키코타르"(Gorski Kotar)가 합쳐진 이름이다.
북쪽으로는 슬로베니아와 국경을 접하며 서쪽으로는 이스트라주, 동쪽으로는 카를로바츠주, 남동쪽으로는 리카센주, 남쪽으로는 크바르네르만 연안과 접한다. 크르크섬, 츠레스섬, 로신섬, 라브섬을 포함한다. 14개 시와 21개 지방 자치체를 관할하며 주 의회는 42개 의석으로 구성되어 있다.

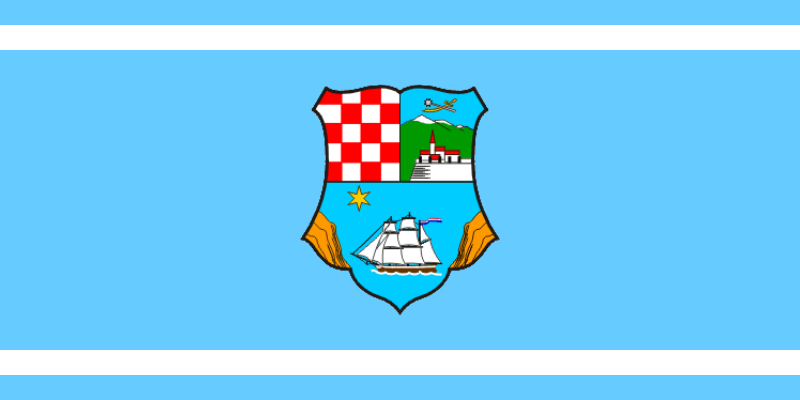
주기
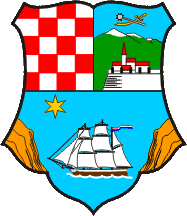
주 문장

## 인구
| 연도 | 인구    | ±%     |
| ---- | ------- | ------ |
| 1857 | 165,503 | —      |
| 1869 | 173,038 | +4.6%  |
| 1880 | 179,246 | +3.6%  |
| 1890 | 198,934 | +11.0% |
| 1900 | 217,653 | +9.4%  |
| 1910 | 239,354 | +10.0% |
| 1921 | 223,640 | −6.6%  |
| 1931 | 237,748 | +6.3%  |

| 연도 | 인구    | ±%     |
| ---- | ------- | ------ |
| 1948 | 207,635 | −12.7% |
| 1953 | 216,781 | +4.4%  |
| 1961 | 240,621 | +11.0% |
| 1971 | 270,660 | +12.5% |
| 1981 | 304,038 | +12.3% |
| 1991 | 323,130 | +6.3%  |
| 2001 | 305,505 | −5.5%  |
| 2011 | 296,195 | −3.0%  |

## 출신 인물
- 안드리야 모호로비치치